# Sant Lluís
Sant Lluís település Spanyolországban, a Baleár-szigeteken. Sant Lluís Mahón és Es Castell községekkel határos. Lakosainak száma 7130 fő (2024).

## Népesség
A település népessége az elmúlt években az alábbi módon változott:
| Lakosok száma | 4626 | 5407 | 6182 | 6997 | 7377 | 7472 | 7313 | 6798 | 6877 | 7130 |
|               | 2001 | 2004 | 2006 | 2009 | 2011 | 2014 | 2016 | 2019 | 2021 | 2024 |